# Misato, Saitama (kommun)
Misato (japanska: 美里町?, Misato-machi) är en landskommun (köping) i Saitama prefektur i Japan.  